# Dysphania multifida
Dysphania multifida es una especie de planta herbácea de la familia Amaranthaceae. 

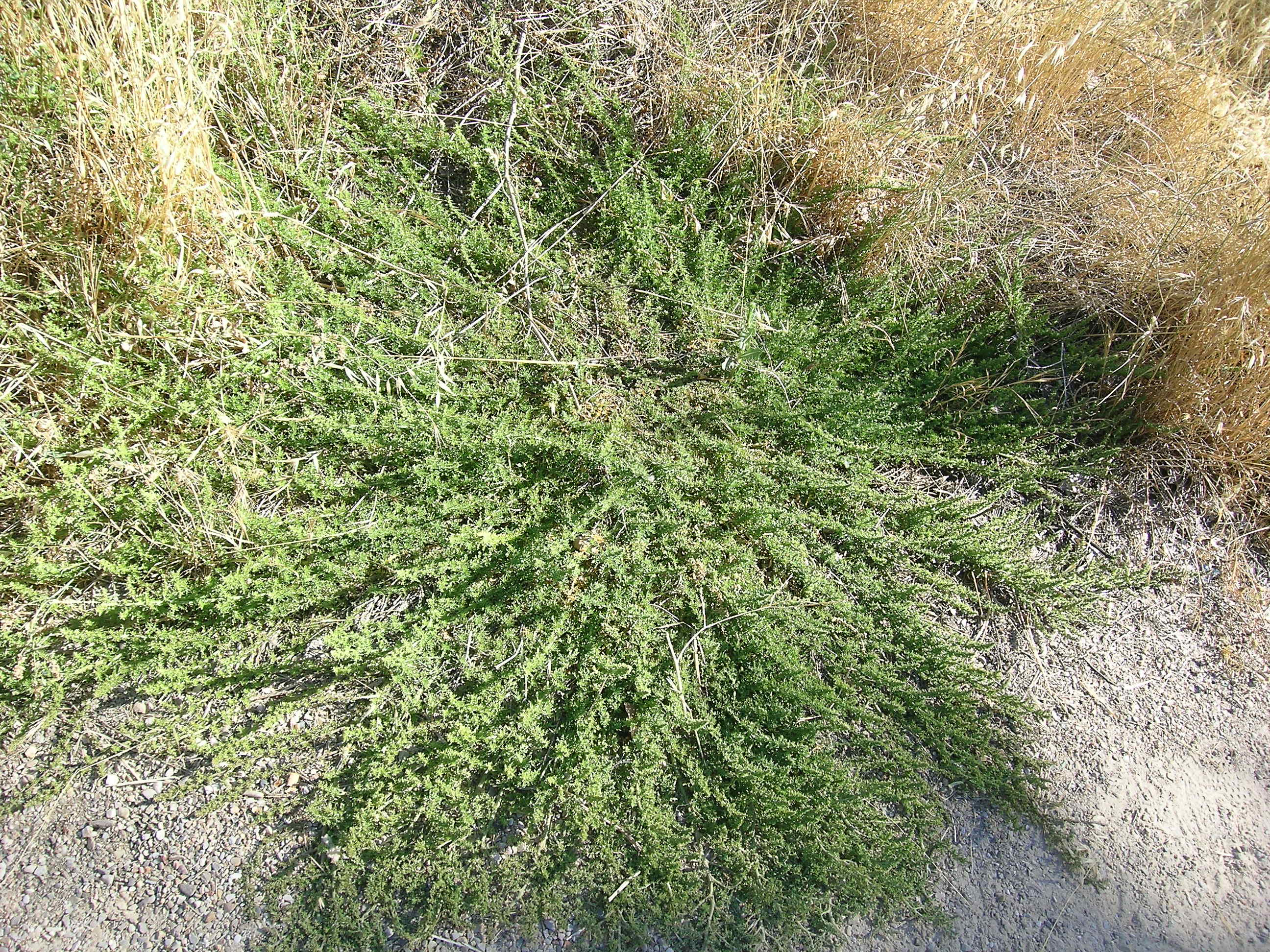
En su hábitat

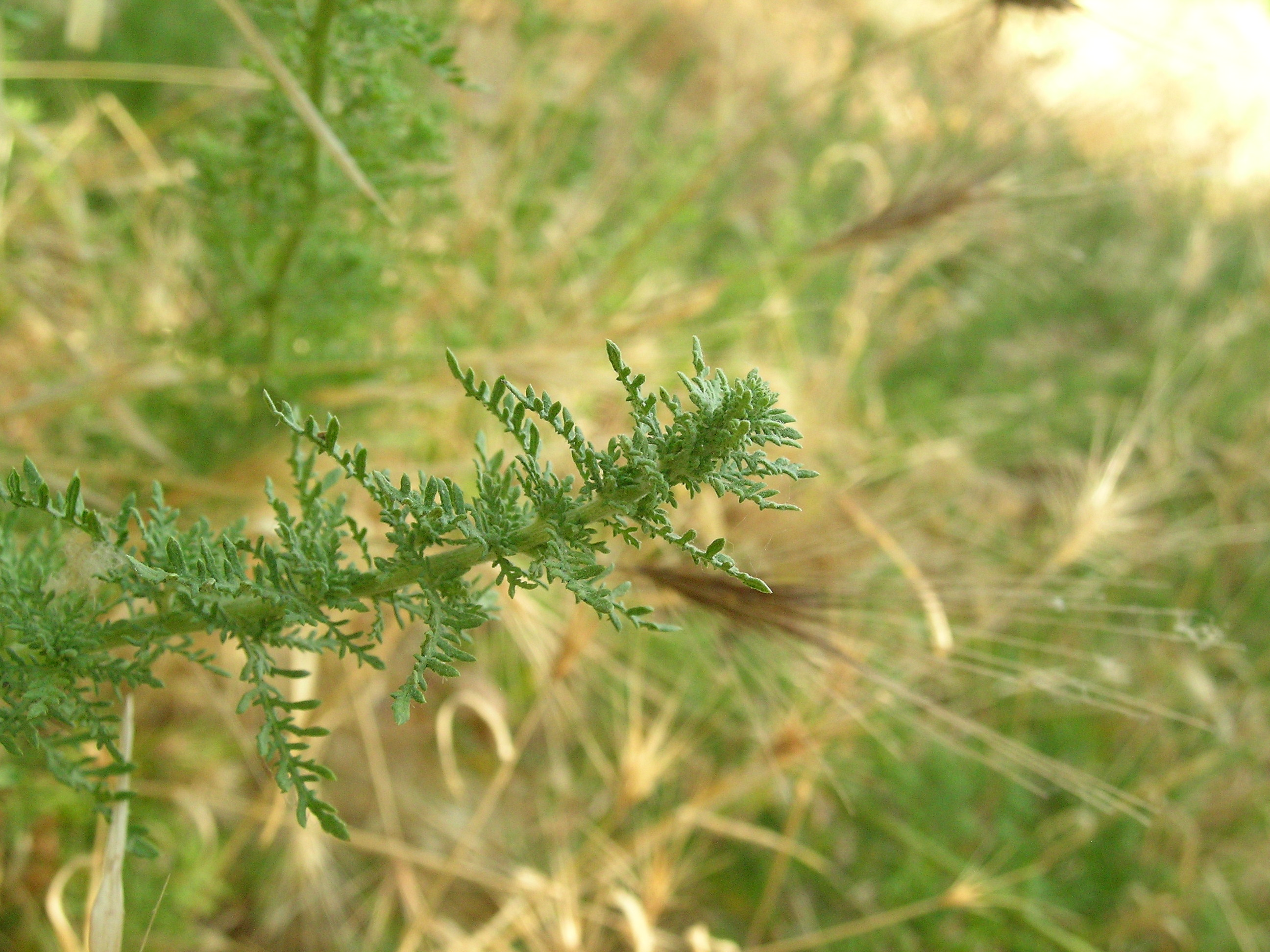
Detalle

## Descripción
Es una planta perenne, más o menos pelosa, con glándulas amarillentas en el envés de las hojas. Tallos de hasta 90 cm de altura, generalmente decumbentes, muy ramificados desde la base. Hojas de 0,6-2,5 x 0,2-1 cm, pinnatífidas, con divisiones desiguales, a veces dentadas o enteras, lanceoladas u oblanceoladas, cuneadas. Flores femeninas pequeñas y laterales; las hermafroditas grandes y terminales. Periantio con 4-5 sépalos soldados casi hasta el ápice. Androceo con 4-5 estambres, con filamentos de 1 mm y anteras de 0,40,6 mm, amarillas. Ovario con 3 estigmas filiformes marcadamente exertos. Aquenios glandulosos. Semillas de 0,8-0,9 mm de diámetro, verticales, lenticulares, negras con superficie ligeramente foveolada. Tiene un número de cromosomas de 2n = 32. Florece de julio a noviembre.

## Distribución y hábitat
Se encuentra en las cunetas, zonas húmedas, costas y lugares ruderalizados, a menudo sobre gravas o arenas, en las costas; a una altitud de 0-500 metros. Originaria del S de América, naturalizada en la región mediterránea y Sur de Europa. Dispersa por gran parte de la península ibérica.

## Taxonomía
Dysphania multifida fue descrita por (L.) Mosyakin & Clemants y publicado en Ukrajins'kyj Botaničnyj Žurnal 59(4): 382. 2002.
Sinonimia
- Chenopodium multifidum L.
- Chenopodium multifidum f. spatulathum Aellen
- Chenopodium multifidum f. typicum Aellen
- Orthosporum multifidum (L.) Kostel.
- Roubieva multifida (L.) Moq.
- Teloxys multifida (L.) W.A. Weber[3]

## Nombres comunes
- ceñiglo de Buenos Aires, paiquillo de Chile,[4] paico de Uruguay.